# Medaglia per il 50º anno di regno di Francesco Giuseppe
La medaglia per il 50º anno di regno di Francesco Giuseppe fu una medaglia commemorativa creata nell'ambito dell'Impero austro-ungarico.

## Storia
La medaglia venne istituita nel 1898 per commemorare il 50º anniversario di regno dell'imperatore Francesco Giuseppe, il più longevo tra gli imperatori austriaci. Essa venne conferita a tutti coloro che avessero militato nelle file dell'esercito austriaco e venne conferita anche a molti italiani. Il conferimento di queste medaglie anche in periodo post-unitario a soldati italiani portò a casi giudiziari esemplari come quello del sacerdote Cesare Tragella.

## Classi
La medaglia veniva concessa in differenti gradi di benemerenza:
- medaglia d'oro con aquila bicipite come tenente
- medaglia di bronzo dorato
- medaglia di bronzo
- medaglia con bronzo di guerra
- medaglia ovale di bronzo dorato
- medaglia ovale d'argento
- medaglia ovale di bronzo
- medaglia d'onore per 40 anni di servizio

## Insegna
La  medaglia consisteva in un disco di bronzo riportante sul diritto il volto di Francesco Giuseppe I d'Austria rivolto verso destra ed attorniato dalla legenda con la titolatura imperiale. Sul retro la decorazione presentava una corona d'alloro e di quercia al centro della quale stava un cartiglio riportante la scritta "SIGNVM MEMORIAE". Sopra tutto, al posto della legenda, si trovavano le date "MDCCCXLVIII-MDCCCXCVIII" (1848-1898) che indicavano appunto i 50 anni di regno dell'imperatore.
Il  nastro era differente a seconda della tipologia di concessione: per i militari era completamente rosso, per le vedove di militari era rosso con una striscia bianca ed una nera per ciascun lato e per i civili era metà rosso e metà bianco.